# Palazzo Barbaro a Santo Stefano
Palazzo Barbaro si trova nel sestiere di San Marco al numero 2947 in Campo Santo Stefano. Edificato nel XVI secolo si trova all'angolo di Palazzo Loredan sede dell'Istituto Veneto di Scienze Lettere e Arti.

## Storia
La costruzione risale al XVI secolo da parte della famiglia nobile Barbaro. Risultano proprietari nel 1700 Daniele Barbaro e dopo il 1797 Marco Barbaro. Dal 1704 il palazzo era stato dato in pegno ad Andrea Baffo padre del poeta Giorgio Baffo.

## Architettura
La facciata era in origine affrescata da Sante Zago contemporaneo del Tintoretto anche se nel tempo tale opera d'arte è andata perduta. Il fronte del palazzo è su Rio del Duca con finestre a tutto sesto. La facciata su campo Santo Stefano è invece composta da due portali, sei finestre rinascimentali per piano e da marcapiani orizzontali.